# Río Pisco
Le río Pisco est un fleuve du Pérou qui traverse les régions de Huancavelica (province de Castrovirreyna), et d'Ica (province de Pisco) avant de se jeter dans l'océan Pacifique près de la ville de Pisco.
Il prend naissance au lac Pultoc qui se trouve à 5 000 mètres d'altitude. Sa longueur est d'environ 472 km avec ses affluents.
Le río Pisco possède un bassin versant de 4 500 km2 et parcourt 170 km. Il reçoit les eaux du río Castrovirreyna. Son débit est régulé au moyen de 4 retenues situées dans son bassin versant.
Ce cours d'eau de régime irrégulier atteint la plaine côtière après être descendu des Andes sous la forme d'un torrent. En raison de l'irrégularité de son débit, de la largeur de son lit et du recours intensif à l'irrigation pour la culture de la vigne, du coton et des vergers, il arrive qu'en hiver et au printemps (d'avril à décembre), il ne parvienne pas jusqu'à l'océan Pacifique. Ce phénomène est accentué par les caractéristiques du climat et du sol, les mêmes qui ont permis le développement d'une agriculture d'exportation qui nécessite chaque jour plus d'eau.
Le río Pisco forme un marais près du village de Caucato dans la province de Pisco. Cette zone humide sert de refuge sur la route des oiseaux migrateurs.

## Sources
- (es) Cet article est partiellement ou en totalité issu de l’article de Wikipédia en espagnol intitulé « Río Pisco » (voir la liste des auteurs).